# Mariedal, Norrköping
Mariedal, tidigare Evedal är en gård i Norrköpings kommun (Skärkinds socken), Östergötlands län.

## Historik
Mariedals herrgård i Skärkinds sockenutanför Norrköping som under senare tider fått sitt nuvarande namn. Den är sammansatt av Kottsäter 1⁄4 mantal och Rödkärr 1⁄4 mantal skatte, samt Gunnarstorp 1⁄4 mantal frälse, vilka alla till sista tiden hört under Skörtinge. Gunnarstorp omtalas redan 1313, då det skänktes av kaniken Inge till Linköpings domkyrka. I äldre tider har alla tre gårdarna tillhört adliga släkten Gyldenklou och åtminstone Gunnarstorp adliga släkten Burensköld. Gården har förr hetat Evedal, men sedan löjtnanten, greve Otto Klingspor köpt densamma på 1840-talet, gav han den sitt nuvarande namn Mariedal.
Tillsammans med Skörtinge egendom sålde greve Klingspor Mariedal år 1856 till brukspatron Lindberg, men köpet återgick efter några år. Vid greve Klingspors död 1865 såldes egendomen tid till herrarna Engelke och Sebardt, vilka sålde den till herr Kr. S. Natt och Dag, varefter den 1873 köptes av fabrikören i Linköping Jon Asklund. Löjtnanten, greve Philip Klingspor till Grönlunds fideikommiss, som 1876 inköpte egendomen för 55,000 kronor, inventarier oberäknade.